# Salvador Quizon Quizon
Most Rev. Salvador Q. Quizon, D.D., S.T.L., J.C.D. (Manila, 6 de dezembro de 1924 – Lipa, 5 de agosto de 2016), foi um prelado filipino da Igreja Católica Romana.

## Biografia
Quizon estudou filosofia no Seminário Menor São Francisco em San Pablo, Batangas (1938-1941), e teologia no Seminário Maior Santo Afonso de Ligório em Lipa, Batangas (1942-1945). Também formou-se em Teologia no Seminário Central da Universidade Santo Tomás de Manila (1945-1949) e doutorado em direito canônico no Angelicum em Roma (1952-1954).
Foi ordenado sacerdote da Diocese de Lipa em 12 de março de 1949, pelo bispo diocesano Alfredo Verzosa y Florentin. Em 1949, foi pároco assistente em Pagsanjan e Cavinti, Laguna, e pároco em Lemery, Batangas.
Tornou-se professor do Seminário (1949-1952) e seu reitor em 1956. De 1956 a 1963, foi pároco em Mabini. Em 1964, pároco da Igreja de Santa Teresa na Universidade das Filipinas-Los Baños, Laguna e vigário forâneo do Vicariato II de Santa Teresa, San Luis, Subic, Taal, Lemery e San Nicolas. De 1971 até sua nomeação, pároco em Taal, Batangas, em 1979, presidente do comitê de Localização e Instalações Físicas, São Martinho de Tours, Taal.
O Papa João Paulo II o nomeou em 9 de junho de 1979 como bispo auxiliar da Arquidiocese de Lipa e bispo-titular de Feradi Minus. Recebeu a consagração episcopal no dia 22 de agosto seguinte, em Taal, pelo Arcebispo Bruno Torpigliani, núncio apostólico nas Filipinas; os principais co-consagradores foram Ricardo Jamin Vidal, Arcebispo de Lipa, e Cirilo Reyes Almario, Bispo de Malolos.
A partir de 1985, Monsenhor Quizon foi Vigário Geral, vice-presidente do Colégio de Consultores da Arquidiocese de Lipa e Administrador Arquidiocesano. Em 1987, membro ex-officio do Conselho Presbiteral, e em 1989, do Senado Presbiteral. Assumiu a partir de 1991 as funções de presidente e vice-presidente do Conselho de Finanças, delegado para representar o Arcebispo Mariano Garces Gaviola em duas "visitas ad limina", membro da Comissão Episcopal de Liturgia e da Comissão Episcopal de Direito Canônico da Conferência Episcopal das Filipinas (CBCP). Em 1992, foi vice-presidente do Colégio de Consultores da Arquidiocese de Lipa. Também foi vigário judicial do Tribunal Matrimonial Arquidiocesano de Lipa, presidente do Conselho de Curadores da Comissão de Ação Social Arquidiocesana e vice-presidente do Conselho de Curadores de Pondong Batangan.
Bispo Quizon aposentou-se como bispo auxiliar da Arquidiocese de Lipa em 6 de abril de 2002. Faleceu aos 91 anos.